# 小野和義
小野 和義（おの かずよし、1965年11月13日 - ）は、栃木県宇都宮市出身の元プロ野球選手（投手、左投左打）・コーチ。

## 経歴

### プロ入り前
創価高等学校時代は大型左腕投手として江夏二世の声があった。2年生時の1982年秋季東京大会では準決勝に進むが、桜美林高に惜敗。翌1983年夏の全国高校野球選手権西東京大会では、準決勝で明大中野高の武田一浩に投げ勝ち、決勝でも帝京大高を降し、第65回全国高等学校野球選手権大会への出場を決める。大会では1回戦で東山高に敗退した。
1983年度ドラフト会議にて3球団競合の末に近鉄バファローズから1巡目指名を受け、入団。

### 近鉄時代
1984年の高卒1年目には、ベテランの鈴木啓示から「ワシを見つけて早速挨拶に来てくれた。声も大きいし、ハキハキしとる。ワシら年寄りにも臆せずに、いい目付きしとる。入団のときに“記録破りが僕の夢”といった小野君のことば、頼もしいやないか」とその素質を認められる。鈴木の小野への入れ込み様は、キャンプインの空港からの移動も、わざわざルーキーたちのいるバスに乗り込み、小野の隣に座りプロの心構えを説くほどであった。1年目から24試合に登板。プロ初勝利、初セーブも記録した。ちなみに、このセーブは、鈴木が307勝目を手にした試合であり、鈴木は「小野ヤン、ありがとう」と感謝を口にした。2勝3敗1セーブ、防御率5.29という成績だったが、自ら希望して、わずか1年で退寮している。
1986年、春のキャンプで近鉄が提携していたブリュワーズの投手コーチから教わったチェンジアップをマスターし、これが飛躍のきっかけとなる。開幕から近鉄の2連敗で迎えた第3戦（藤井寺）では1点のリードを守り抜き、2失点の完投勝利。その後は必ずしも安定した投球でなかったが、以降3連勝、6月5日の阪急戦（日生）からは5連勝、7月3日の日本ハム戦（後楽園）では救援のマウンドながら勝利投手となり、両リーグ一番乗りで10勝に到達した。前半戦だけでプロ初完封を含む12勝を挙げ、同年のオールスターに出場した。だが、後半戦に入ると疲労もあり、急失速し、最終的にはリーグ最多の自責点、被本塁打を喫する。防御率5.02はリーグ最下位。それでも自己最多の14勝で、先発ローテーションの一角を不動のものとした。
1987年、オールスターゲーム第2戦に出場、3イニングを無失点、3奪三振の好投で優秀選手賞を受賞した。前年に続き2年連続でリーグ最多の被本塁打を喫するも、11勝を挙げる。
1988年、2連勝で優勝が決まるロッテとの最終戦ダブルヘッダー（10.19）の第1戦に先発、7回3失点と踏ん張って、逆転勝ちにつなげた。同年は10勝を挙げる。
1989年、12勝を挙げ、2年連続リーグ4位の防御率3.39でリーグ優勝に貢献。しかしシーズン終盤に肘を故障し、優勝決定時は出場選手登録を外れる。同年の読売ジャイアンツとの日本シリーズでは第4戦に先発するが6回に打ち込まれ降板、敗戦投手となった。シーズン終了後には左肘の手術を受ける。
1990年は故障のため僅か3勝に終わった。
1991年に12勝を挙げ、カムバック賞を受賞。
1992年は開幕投手を任されたものの左肩痛を発症しシーズン未勝利に終わる。
1993年にはかつて世話になった鈴木啓示が監督として就任するが、立花龍司コンディショニングコーチと取り組んでいた調整方法を巡って確執が生じ、その影響で同年限りで自由契約となり西武ライオンズへ移籍。

### 西武時代
1994年には豪快なフォームで遅いボールを投げる技術を身につけ貴重な先発左腕として復活、7勝を挙げる。同年の読売ジャイアンツとの日本シリーズでは第3戦に先発、8回を1失点と好投するが勝ち負けはつかなかった。
1995年も7勝を記録する。
1996年は再び故障に苦しみ未勝利に終わる。
1997年の開幕直後に金村義明との交換トレードで中日ドラゴンズに移籍する。

### 中日時代
8試合に登板したが勝ち星なく、故障も癒えなく二軍での登板もままならなかった、オフに現役を引退。

### 引退後
1998年から2001年までは古巣・近鉄の一軍投手コーチ、2002年から2003年までは二軍投手コーチ、2004年は再び一軍投手コーチを務めた。1998年と1999年は2年連続チーム防御率リーグ最下位、2001年のチームは優勝したが、チーム防御率4.98は12球団ワーストを記録し翌年二軍投手コーチに配置転換になっている。
2005年からは新球団・東北楽天ゴールデンイーグルスの一軍投手コーチに就任したが、チーム防御率が5.67と12球団最下位に低迷。
2006年からは同球団の二軍投手コーチとなった。
2007年9月22日に翌年の契約を結ばないことが発表された。
2008年からは西武時代同僚だった渡辺久信の要請で埼玉西武ライオンズの一軍投手コーチに就任。
2009年はリーグワーストとなるサヨナラ負けを14回記録するなど中継ぎ陣が低迷、救援防御率は4.15、5.31と2年連続でリーグ最下位となった。他のパ・リーグ5球団はいずれも400個代の四球数だったが、西武だけは両リーグ最多の550四球を献上しBクラスに終わった一因だった。
2010年は同球団の二軍投手コーチ、2011年は再び一軍投手コーチになるも、同年11月7日に翌年のコーチ契約を更新しないと発表された。
2012年からは同球団の編成部プロ担当としてフロント入りし、2019年から一軍投手コーチとして現場に復帰。「ケツをたたきまくります。昭和でいきますよ」と述べ、若手投手陣に厳しく接する方針を示したが、リーグ連覇は達成したものの、チーム防御率は前年の4.24から4.35に悪化し、リーグ最下位（12球団中11位）に終わり、就任会見で投手陣の課題を問われると「明確に課題が出たのは、フォアボールの数。そこさえクリアできれば、おのずと成績は上がる」と即答したが、四球数は506から509に増え、CSでは4戦32失点、防御率7.25と投手陣が低迷したため4連敗でCSで敗退となり、試合終了後に翌年のコーチ契約を結ばないと発表された。今井達也が6月11日の巨人戦で発熱で登板を回避した際は「本来あってはいけないこと。6連戦の頭からなにを考えているのか。自己管理がなっていない」とげきを飛ばした。
2020年からは再度球団本部チーム統括部編成グループプロ担当に就くと発表された。
2025年から韓国プロ野球の斗山ベアーズの二軍投手コーチに就任した。

## 選手としての特徴
スリークォーターから投げる140km/h台中後半のストレート、チェンジアップ、フォーク（スプリットフィンガード・ファストボール）、カーブ、スライダーを武器にしていた。

## 詳細情報

### 年度別投手成績
| 年 度      | 球 団      | 登 板 | 先 発 | 完 投 | 完 封 | 無 四 球 | 勝 利 | 敗 戦 | セ 丨 ブ | ホ 丨 ル ド | 勝 率 | 打 者 | 投 球 回 | 被 安 打 | 被 本 塁 打 | 与 四 球 | 敬 遠 | 与 死 球 | 奪 三 振 | 暴 投 | ボ 丨 ク | 失 点 | 自 責 点 | 防 御 率 | W H I P |
| ---------- | ---------- | ----- | ----- | ----- | ----- | -------- | ----- | ----- | -------- | ----------- | ----- | ----- | -------- | -------- | ----------- | -------- | ----- | -------- | -------- | ----- | -------- | ----- | -------- | -------- | ------- |
| 1984       | 近鉄       | 24    | 8     | 1     | 0     | 0        | 2     | 3     | 1        | --          | .400  | 304   | 68.0     | 78       | 11          | 24       | 1     | 1        | 34       | 3     | 0        | 44    | 40       | 5.29     | 1.50    |
| 1985       | 近鉄       | 39    | 16    | 3     | 0     | 0        | 3     | 6     | 1        | --          | .333  | 512   | 113.1    | 119      | 28          | 57       | 3     | 0        | 96       | 0     | 0        | 74    | 66       | 5.24     | 1.55    |
| 1986       | 近鉄       | 31    | 30    | 11    | 1     | 0        | 14    | 11    | 0        | --          | .560  | 846   | 195.1    | 201      | 41          | 65       | 1     | 3        | 165      | 2     | 0        | 116   | 109      | 5.02     | 1.36    |
| 1987       | 近鉄       | 28    | 27    | 14    | 3     | 0        | 11    | 11    | 0        | --          | .500  | 776   | 190.1    | 169      | 36          | 56       | 4     | 2        | 138      | 0     | 0        | 91    | 86       | 4.07     | 1.18    |
| 1988       | 近鉄       | 30    | 30    | 10    | 4     | 1        | 10    | 10    | 0        | --          | .500  | 851   | 208.2    | 194      | 14          | 60       | 3     | 2        | 144      | 5     | 0        | 69    | 60       | 2.59     | 1.22    |
| 1989       | 近鉄       | 25    | 24    | 13    | 1     | 0        | 12    | 9     | 1        | --          | .571  | 744   | 180.1    | 167      | 23          | 59       | 5     | 1        | 149      | 2     | 0        | 82    | 68       | 3.39     | 1.25    |
| 1990       | 近鉄       | 13    | 13    | 1     | 0     | 0        | 3     | 4     | 0        | --          | .429  | 260   | 60.2     | 61       | 9           | 20       | 1     | 3        | 22       | 0     | 0        | 38    | 34       | 5.04     | 1.34    |
| 1991       | 近鉄       | 21    | 21    | 4     | 0     | 0        | 12    | 4     | 0        | --          | .750  | 594   | 144.2    | 128      | 16          | 49       | 0     | 2        | 65       | 2     | 0        | 49    | 46       | 2.86     | 1.23    |
| 1992       | 近鉄       | 6     | 6     | 0     | 0     | 0        | 0     | 3     | 0        | --          | .000  | 126   | 25.1     | 35       | 6           | 17       | 1     | 1        | 9        | 0     | 0        | 27    | 26       | 9.24     | 2.05    |
| 1993       | 近鉄       | 3     | 3     | 0     | 0     | 0        | 1     | 1     | 0        | --          | .500  | 49    | 9.2      | 12       | 2           | 8        | 0     | 0        | 3        | 1     | 0        | 9     | 9        | 8.38     | 2.07    |
| 1994       | 西武       | 28    | 17    | 3     | 1     | 1        | 7     | 5     | 0        | --          | .583  | 447   | 102.0    | 99       | 15          | 47       | 1     | 2        | 73       | 5     | 0        | 53    | 44       | 3.88     | 1.43    |
| 1995       | 西武       | 21    | 19    | 4     | 3     | 0        | 7     | 9     | 1        | --          | .438  | 515   | 123.0    | 107      | 12          | 47       | 3     | 3        | 87       | 2     | 0        | 44    | 39       | 2.85     | 1.25    |
| 1996       | 西武       | 7     | 1     | 0     | 0     | 0        | 0     | 1     | 0        | --          | .000  | 57    | 12.1     | 9        | 4           | 10       | 1     | 0        | 14       | 1     | 0        | 8     | 5        | 3.65     | 1.54    |
| 1997       | 中日       | 8     | 2     | 0     | 0     | 0        | 0     | 1     | 0        | --          | .000  | 61    | 11.2     | 20       | 2           | 6        | 1     | 0        | 6        | 0     | 0        | 15    | 15       | 11.57    | 2.23    |
| 通算：14年 | 通算：14年 | 284   | 217   | 64    | 13    | 2        | 82    | 78    | 4        | --          | .513  | 6142  | 1445.1   | 1399     | 219         | 525      | 25    | 20       | 1005     | 23    | 0        | 719   | 647      | 4.03     | 1.33    |

- 各年度の太字はリーグ最高

### 表彰
- 月間MVP：1回（投手部門：1989年7月）
- カムバック賞（1991年）
- オールスターゲーム優秀選手賞：1回（1987年第2戦）

### 記録
初記録
- 初登板：1984年5月3日、対南海ホークス4回戦（日生球場）、3回表二死に2番手で救援登板、3回1/3を3失点
- 初奪三振：同上、4回表にジェフ・ドイルから
- 初先発登板・初勝利・初先発勝利・初完投勝利：1984年6月17日、対西武ライオンズ13回戦（西武ライオンズ球場）、9回1失点
- 初セーブ：1984年7月31日、対阪急ブレーブス15回戦（阪急西宮球場）、7回裏一死に3番手で救援登板・完了、2回2/3無失点
- 初完封勝利：1986年5月1日、対日本ハムファイターズ6回戦（後楽園球場）

節目の記録
- 1000投球回：1990年9月23日、対福岡ダイエーホークス21回戦（平和台球場）、5回裏一死に達成
- 1000奪三振：1997年5月9日、対広島東洋カープ6回戦（ナゴヤドーム）、6回表に木村拓也から ※史上98人目

その他の記録
- オールスターゲーム出場：4回（1986年、1987年、1988年、1989年） ※1991年も選出されるも出場辞退[16]

### 背番号
- 26（1984年 - 1993年）
- 24（1994年 - 1997年途中）
- 18（1997年途中 - 同年終了）
- 74（1998年 - 2007年）
- 80（2008年 - 2011年）
- 88（2019年）
- 91（2025年 - ）